# Литотрипсија
Литотрипсија, литолаплаксија, једна је од минимално инвазивних метода у интервентној урологији која се заснива на  примена ултразвука у разбијању камена у бубрегу и мокраћоводу. Како камен у бубрежном систему, већи од 10 mm, и неко камење у пречнику 5 до 10 mm, неће спонтано проћи кроз мокраћне канале, за њихово уклањање из организма потребна је нека од уролошких интервенција. Уролозима је данас на располагању више опција за уклањање камена из мокраћног система, међу којима се све више примењује литотрипсија (у 95-98% случајева).  Њена предност је и у томе што се лакше одстрањују рецидивни каменци, као и каменци различитог хемијског састава. Ово је посебно значајно када је у питању камен у бубрегу код болесника са једним бубрегом.
Литотрипсија се може извести помоћу уређаја са ударним таласима a (енгл. -{ESWL-Extracorporeal 
Shock Wave Lithotripsy}-), или помоћу уређаја са фокусираним енергетским пиезоелектричним конвертором.
ЕСВЛ уређај поседује генератор ударних механичких таласа и смештен је у једном фокусу елиптичног ултразвучног огледала, док се камен (унутар бубрега или мокраћних канала) смешта у друго жариште. Само циљање обавља се специјалним рендгенским уређајем и системом за нишањење. Да би се камен разбио потребно је у генератору апарата створити, стотину до више хиљада ултразвучних импулса. 
Други тип апарат поседује велику енергију и у фокусу (ширине 3 mm) ствара интензитет снаге реда величине 5 MW/cm² у трајању од 0,1 µs до 1 µs. У фокус се поново смешта камен и у око 85% исти се  уклања током једне десетоминутне сеансе.

## Историја
Последње две деценије 21. века значајно се изменио начин уклањања камена из мокраћних органа, нарочито из бубрега, захваљујући открићу литотрипсије. Убрзо након увођења, литотрипсија је постала широко прихваћен у свету па се данас 96% свих калкулуса успешно третира на овај начин.
Екстракорпорална литотрипсија ударним таласима (ESWL) први пут је изведена у Уролошкој клиници у
Минхену 1980. Две године касније (1982) Chaussy је ову методу увео као неинвазивну методу за третман калкулуса горњих мокраћних путева код одраслих.
У практичну употребу у САД ЕСВЛ је уведена 1984, прво код одраслих, а потом и код деце. Данас, је ЕСВЛ најчешћи облик уклањања камена из мокраћног сиситема у Северној Америци.
Прихватање литотрипсије у дечјој урологији ишло је спорије. Први пут је ЕСВЛ код деце примењен у Методистичкој болници (Metodist Hospital)  у Индијанополису, САД, 1984. године литотриптором Dornier HM3, о чему су прва искуства објављена 1986. године.
Првих година након увођења литотриптора у клиничку праксу, забележене су велике рестрикције у индикацијама, да би ЕСВЛ третман данас постао метода којом се може отстрањивати камен мокраћног система како код одраслих тако и код деце (без обзира на тип, локализацију и величину камена).

## Врсте литотрипсије
Екстракорпорална литотрипсија ударним таласима (ЕСВЛ)
Екстракорпорална литотрипсија ударним таласима је: неинвазиван, бесконтактни, применљив метод дезинтеграције камена у мокраћним органима на свим нивоима. Она је у 21. веку постала најчешћи тип литотрипсије, као поузданија техника, и метода избора у односу на хируршке интервенције, које су праћене бројним компликацијама, честим рецидивима, оштећењем функционих јединица мокраћног система.
Перкутана ултразвучна литотрипсија
Перкутана ултразвучна литотрипсија метода је која се све више примењује за одстрањивање већег камена (изнад 2 см), због високе стопе успешности. Метода захтева општу или регионалну спиналну анестезију. Око 98% камење у бубрегу и 88% камења које је прешло у уретер може се уклонити овом методом. Учесталост компликација је у опсегу од 5% до 6%.
Интракорпорална литотрипсија или уретероскопска ласерска литотрипсија
Ова метода иако има већу стопу успешности од ЕСВЛ, има и већи ризик од компликација, као што су сепса и повреде уретера.

## Екстракорпорална литотрипсија ударним таласима
Последње две деценије, од увођења екстракорпоралне литотрипсије ударним таласима, радикално се изменио начин уклањања камена из мокраћних органа, а метода је постала метода избора у лечењу камена у бубрегу. Увођењем ове методе хируршко лечење камена у бубрегу сведено је на минималан број болесника (нпр у Србији на 1–2%)). Екстракорпоралном литотрипсијом се одстрањују из мокраћних органа каменци различитог хемијског састава, посебно рецидивишући (понављајући).
Након рутинске примене ове методе, оперативни начин уклањања камена у бубрегу данас се углавном примењује за одстрањивање тзв. одливних каменаца, каменаца бубрежних чашица са стенозом вратова чашица, када се упоредо врши и корекција стенозе у могућим границама. Хируршки се уклања и камен код дистопијског бубрега (карлични положај бубрега). У свим осталим случајевима оперативни начин лечења заменила је метода екстракорпоралне литотрипсије ударним таласима (ESWL). Овом методом се камен мрви у ситније делове, величине зрна песка, и затим спонтано елиминише измокравањем.
Процедура извођења
Ударни таласи, високе енергије, произведени варничењем у генератору ударних таласа, преносе се до болесника кроз водену средину (стављањем болесника у каду са водом или преко коморе са течношћу). На месту фокуса ударних таласа о бубрежни камен, ослобађа се високоенергетска механичка сила (механички удари), који превазилазе чврстину камена и мрве га од периферије ка средишту. Збиром генеричких ударних таласа ситни камен се мрви у парчиће величине песка.. 
| Екстракорпоралне литотрипсије ударним таласима (ESWL) - Ултразвучни таласи су учестаности изнад чујног опсега (учестаности од 0,.8 до 3,5 ) - Снага таласа је 0,2 до 3 V/cm² - Површина сонде 5 cm² - Ултразвук се до пацијента преноси преко каде са водом или коморе са течношћу - Позиција камена се одређује двоструким рендгенским снимком - Високонапонско пражњење или пиезопретварач стварају ултразвучне таласе који мрве „камен“ |

Предности
Метода литотрипсије је у 21. веку максимално поједностављена захваљујући усавршеној техници, а правилним индикацијама уз адекватно примењене поступке, и разне ендоуролошке манипулације, уклањање камена је безбедно, а траума минимална. Зато је метода литотрипсије поузданија у односу на хируршке интервенције, које су праћене бројним компликацијама, честим рецидивима и оштећењима функционих јединица. Њена предност је и у томе што се лакше одстрањују рецидивни каменци, као и каменци различитог хемијског састава. Ово је посебно значајно када је у питању камен у бубрегу код болесника са једним бубрегом.
Могуће компликације
Поступак се према потреби безбедно може понављати више пута и најчешће се изводи амбулантно. Број компликација је сведен на минимум и најчешће су пролазне: крвављење, лумбални бол, повраћање, пораст температуре тела, („steinstrasse“), ређе поремећаји срчаног ритма и пораст крвног притиска, а веома ретко и једна од најтежих компликација – интраренални или екстраренални хематом..
Контраиндикације
Контраиндикације за примену екстракорпоралне литотрипсије ударним таласима су:
- поремећај коагулације крви,
- манифестна туберкулоза,
- трудноћа,
- претерана гојазност,
- инфекција мокраћних путева.

Зато се екстракорпорална литотрипсија ударним таласима користи само у случајевима рендгенски јасно видљивог камена, осим одливног или камена у дистопијском бубрегу.. 
Превентивне мере након интервенције
Након дезинтеграције камена литотрипсијом болесницима се саветује већа физичка активност, повећан унос течности ради увећања количине излучене мокраће и лакшег измокравања (елиминације) остатака измрвљеног камена. Примена спазмолитичких лекова ординира се према потреби, а обавезно се у терапију уводе диуретици и антимикробни лекови.

## Перкутана ултразвучна литотрипсија
Перкутана ултразвучна литотрипсија (ПУЛ) је минимално инвазивна метода у урологији која подразумева пласирање крутог инструмента сличног цистоскопу. Кроз минимални хируршки рез дужине пола сантиметра на кожи слабине улази се инструментом у бубрежну карлицу и механички разбија камен који је недоступан другим апаратима. Каменци се дезинтегришу (уситњавају) преко малог ултразвучног трансдјусера како би се његови делови потом кроз инструмент директно могли уклонити. Најчешћи приступ локалитету камена у бубрегу у току ПУЛ-а у пракси је леђни чашични пристуp преко доњег пола бубрега. 
Највећи број бубрежног камењa може се уклонити применом перкутане литотрипсије. Међутим, ако је терапеутима на располагању апарат за ЕСВЛ, перкутана ултразвучну литотрипсију треба користити само када постоји вероватноћа да ће исход интервенције после ЕСВЛ бити неповољнији. 
Иако је ПУЛ минимално инвазивна метода ипак она је хируршка процедура, и да би се избегле евентуалне компликације, пре интервенције пацијент мора бити свестрано анатомски и клинички сагледан. Зато се у припреми поред стандардних дијагностичких процедура (нативни рендген снимка трбушних органа, бубрега, уретера и мокраћне бешике) за планирање и одређивање приступа камену и веће вероватноће успеха интервенције обавезна ради и интравенска урографија (ИВУ) или компјутеризована томографија (ЦТ) мокраћног система и трбуха. Такође поред процедуралне сонографије и флуороскопије бубрега и околних структура у припреми се препоручује и:
- утврђивање оптималне локације приступа камену на основу његове позиције у бубрегу (вентрални или леђни)
- утврђивање да околни органи поред или око бубрега (нпр. слезине, јетре, дебело црево, плућна марамица, плућа) нису на планираном перкутаном путу инструмента до камена[38][39]

## Интракорпорална литотрипсија[40][41][42][43][44][45]
Ова метода развила се из разбијања камена у уретеру, у центрима са високо обученим специјалистима, који су након неколико стотина успешних интервенција у уретеру, почели да изводе те захвате и у деловима бубрега. За разбијање камења у бубрегу овим приступом данас се најчешће користи:
- Пнеуматска (балистичка) енергија - исти принцип који се користи код разбијања асфалта
- Енергија ласерског зрачења кроз флексибилне апарате; за камење мање од 2 см, до кога се не може доћи семиригидним апаратом.

За приступ бубрегу у овој методи користе се семиригидни (получврсти) и флексибилни (савитљиви) оптички апарати. Обе врсте апарата имају своје предности и мане. Идеално је комбиновати обе процедуре уколико је то могуће. Семиригдни апарати дају бољу визуелизацију и погоднији су за велико камење, док флексибилни апарати могу савладати препреке које претходни (получврсти) не могу, или нису ефикасни код масивне калкулозе.